# دیوید کلارک (بازیکن فوتبال، زاده ۱۹۶۴)
دیوید کلارک (انگلیسی: David Clarke؛ زادهٔ ۳ دسامبر ۱۹۶۴) بازیکن فوتبال اهل بریتانیا است.
از باشگاه‌هایی که در آن بازی کرده‌است می‌توان به باشگاه فوتبال لینکولن سیتی، باشگاه فوتبال دونکستر راورز، باشگاه فوتبال نوتس کانتی، و باشگاه فوتبال گینزبورو ترینیتی اشاره کرد.
وی همچنین در تیم ملی فوتبال England Youth بازی کرده‌است.